# Blanco, Negro y Magenta
Blanco, Negro y Magenta es una Asociación de mujeres artistas que desde las artes visuales trabaja por la igualdad, la visibilidad de las mujeres artistas y la lucha contra la violencia machista.

## Origen y funcionamiento
La Asociación Blanco, Negro y Magenta fue fundada en 2017 por la artista visual y comisaria Concha Mayordomo para “encauzar las inquietudes artísticas y feministas de un grupo de mujeres que trabajan en el ámbito de la creación ”.
La asociación lleva el nombre de tres colores que las definen,  “En el color blanco se encontrarían las puras, las sencillas, pero también las débiles y vulnerables; en el color negro, como antítesis del anterior, a las pecadoras, las malvadas y siniestras, y en el magenta a la mayoría, ya que se relaciona con el mundo femenino, la armonía, la alegría y el equilibrio espiritual”.
Blanco, Negro y Magenta es una asociación sin ánimo de lucro, integrada por socias y para su funcionamiento cuenta con una Junta Directiva formada por, Presidenta, Vicepresidenta, Secretaria General, Tesorera y Vocalías, también cuenta con un Consejo de socias. 
Desde 2017 el año de su fundación las presidentas de la asociación han sido las artistas: Concha Mayordomo, Dora Román, Yolanda Lalonso y Marga Colás.
La asociación es de ámbito nacional en lo relativo a la procedencia de las socias y a las actividades realizadas.
La asociación ha recibido diferentes premios y reconocimiento por su labor, como el Premio Diario 16 a Mejor asociación en 2019 por su "decidido apoyo a las iniciativas encaminadas a lograr un mundo más justo e igualitario con el arte como vertebrador".

## Objetivos
La visibilidad de las mujeres artistas, la denuncia de las injusticias que se producen contra las mujeres y la lucha contra la violencia machista, son los pilares del compromiso de la Asociación. La asociación pretende ser un espacio de encuentro y reflexión con el arte como elemento de denuncia.

## Actividades
Sus variada actividades se han centrado fundamentalmente en la organización de exposiciones, visitas guiadas a exposiciones, tertulias, encuentros y la edición de la revista digital Blanco, Negro y Magenta, así como los Premios Blanco, Negro y Magenta de periodicidad anual.
Visitas guiadas a exposiciones como por ejemplo: Rosario de Velasco en Museo Thyssen-Bornemisza de Madrid; Mater Oblatio en el Museo Lázaro Galdiano, guiada por la artista Soledad Córdoba; Frida Kahlo, Alas para volar en la Casa de México de Madrid; Musas Insumisas en el Museo de Reina Sofía; Recorridos Feminismo, Una mirada feminista sobre las vanguardias en Museo Reina Sofía, Belkis Ayón. Colografías guiada por su comisaria Cristina Vives en el Museo Reina Sofía, etc.    
Las tertulias mensuales tienen un carácter de exposición y debate feminista, en ellas han participado mujeres de diversos ámbitos de la sociedad como, Rosa Montero, Carmen Calvo, Isabel Muñoz, Isabel Oliver o Semíramis González, entre otras.

### Exposiciones
Las exposiciones organizadas por la asociación son de carácter temático, con un contenido reivindicativo, de denuncia o de análisis social o artístico en torno a temas actuales como el cambio climático, el edadismo o la abolición de la prostitución. En estas exposiciones además de la socias participan artistas invitadas.  
Algunas de las realizadas y recogidas en diferentes medios de comunicación como:
Postales contra la guerra. Todas somos artistas ucranianas.
Todas somos artistas afganas
Las mujeres en la vida de Picasso.
Mujer, Vida, Libertad. Todas somos artistas iraníes.
Goya y feminismo. Una relación compleja.
Se me olvidó que te olvidé. Diálogos desde el alzhéimer.
Prostitución. Un atentado contra los Derechos Humanos.
[D]ONES.
Café Cabaret Voltaire
Mujeres Encarceladas entre otras muchas.
Covid19 versus CooVID20.

## Revista Blanco, Negro y Magenta
Es una revista digital de periodicidad cuatrimestral que lleva el mismo nombre que la asociación,  promociona la creación artística de las mujeres, recoge la actividad de la asociación y destaca la labor artísticas de sus socias.
Se presentó el 26 de julio de 2017 en Espacio Fundación Telefónica de Madrid por Concha Mayordomo y Ana María de Blas, directora y subdirectora de la revista,  y contó con la participación de por la escritora y actriz Adriana Davidova.
Desde la revista número 7, año 2020, es codirigida por Concha Mayordomo y Dora Román.
Su línea editorial gira en torno al trinomio arte-sociedad-género, con esta perspectiva en sus artículos se tratan temas de  actualidad y de historia, se realizan entrevistas a artistas, se denuncian las injusticias que afectan a las mujeres, la violencia de género y se da visibilidad a aquellas artistas que han sido olvidadas.  

## Premios Blanco, Negro y Magenta (Premios BNM)
La Asociación Blanco, Negro y Magenta entrega anualmente sus premios a las personas e instituciones que hayan destacado por el compromiso por la igualdad, la visibilidad de la mujer artista y contra la violencia de género en el ámbito del arte y en el feminismo.  

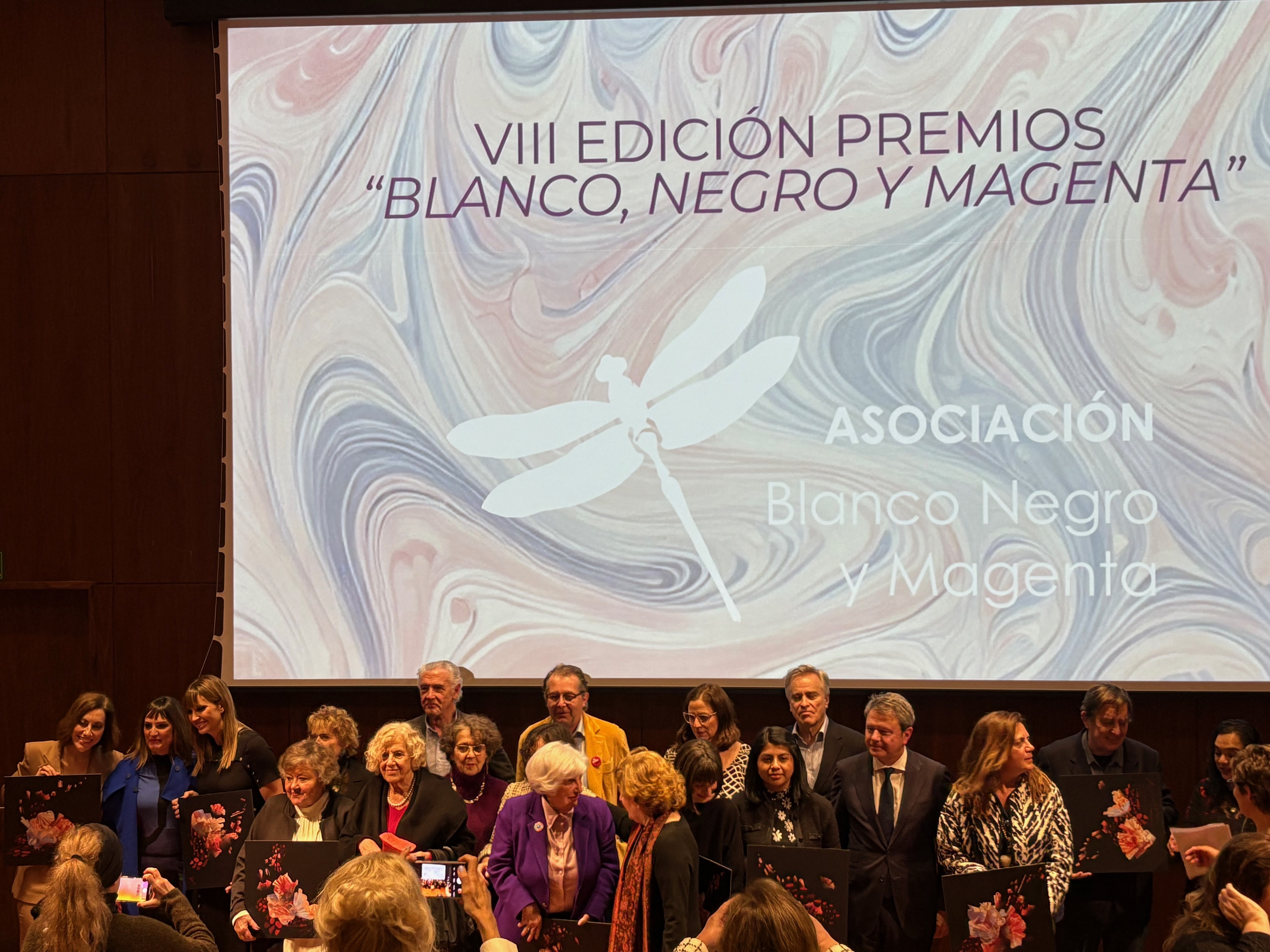
VIII Premios Blanco, Negro y Magenta

Los premios entregados en cada edición son realizado por artistas de la asociación, previa convocatoria, que se  resuelve por votación entre las propuestas presentadas, el premio se personaliza para cada categoría y convirtiéndose en series únicas. Algunas de las artistas que han sido encargadas de la realización de los premios: Yolanda Lalonso, Marga Colás, Rebeka Elizegi, María Jesús Manzanares, Ángeles Saura, Virginia Rivas,   
La gala del evento de entrega de los premios se ha realizado a lo largo de los años en diferentes espacios como, el auditorio del Museo Thyssen de Madrid,    
Los Premios Blanco, Negro y Magenta (Premios BNM) se instauraron en el año 2017 y constan de las siguientes categorías: 
- Mejor artista: Ouka Leele, María Gimeno, Paloma Navares, Isabel Muñoz y Marina Vargas, Pilar Pequeño, Yolanda Domínguez, Marina Núñez, Soledad Córdoba
- Mejor Aliada: Susana Blas Brunel (Redactora de METRÓPOLIS), Lourdes Hernández (Presidenta del Consejo de Mujeres del Municipio de Madrid), María José Pintor Sánchez-Ocaña (directora de Diario 16), Estrella de Diego, Marian López Fernández-Cao, Carmen Andrés Añón, Semíramis González, María Antonia García De la Vega,
- Mejor Aliado: José Matías (Director de la Oficina de Igualdad de la UNED), Pedro Caraballo (Presidente de Nueva Ágora), José Jiménez, Guillermo Solana, Víctor del Campo, Carlos Jiménez, Eduardo Montagut, Luis García Montero,
- Mejor Medio de Comunicación: Tribuna Feminista, AMECO PRESS, Feminismo Igualdad Real, Diario 20 Minutos y Arte a un click,  EFEMINISTA, Público, diario digital, "Ellas pueden” Radio5 (RNE), Mujer tenías que ser y Goles son señores (El Intermedio)
- Mejor institución: Departamento de Conservación y Restauración de Pintura Flamenca del Museo de Prado, Cátedra de Estudios de Género de la Universidad de Valladolid, Vicerrectorado de responsabilidad social y cooperación de la Universidad Politécnica de Valencia, Centro de Estudios de Género de la UNED y Col.legi Major Rector Peset Universitat de València, Ex Aequo Dirección General de Igualdad del Ayuntamiento de Sevilla y Asociación Benilde, Servicio de Convivencia y Derechos Humanos del Gobierno de Navarra, Instituto de las Mujeres, Fundaciónes ENAIRE,[26]
- Socia destacada: Miren Manterola, Yolanda Lalonso, Amalie Leschamps, Eva Rodríguez, Rebeka Elizegi, Dora Román, Virginia Rivas, Anabel Pedrajas,
- Al compromiso "Antonia Valero": Dúo Arcadia, Rozalén, Towanda Rebels, Asociación de Mujeres Feministas “Marcela Lagarde”, Marisa Paredes, Las abogadas: Cristina Almeida, Manuela Carmena y Francisca Sauquillo,